# Caloncoba crepiniana
Caloncoba crepiniana är en tvåhjärtbladig växtart som först beskrevs av De Wild. och Th. Dur., och fick sitt nu gällande namn av Ernest Friedrich Gilg. Caloncoba crepiniana ingår i släktet Caloncoba och familjen Achariaceae. Inga underarter finns listade i Catalogue of Life.